# Julio Abatte
Julio César Abatte (* in Mendoza; † unbekannt) war ein argentinischer Fußballspieler auf der Position des Mittelfeldspielers.

## Karriere
Julio Abatte spielte von 1948 bis 1948 für den Badminton FC. 1949 lief der Mittelfeldspieler für den CF Universidad de Chile auf. 1950 kehrte er zu Badminton zurück, das nach der Fusion mit dem CD Ferroviarios nun unter dem Namen Ferrobadminton firmierte. Abatte ging 1952 zu den Rangers de Talca, die erstmals in der Primera División spielten. Beim Debütspiel erzielte der Mittelfeldspieler beim 4:3-Erfolg über CD Universidad Católica ein Tor. In seinen zwei Jahren beim Verein erzielte er 20 Treffer.

## Sonstiges
Sein Sohn Juan Carlos war ebenfalls zwischen 1973 und 1976 Spieler bei den Rangers de Talca.